# David O'Donnell
David O'Donnell (North Reading, Massachusetts; 20 de noviembre de 1974) es un actor estadounidense. Estudió interpretación en Beverly Hills Playhouse.

## Filmografía
- "Ghosthunters"  (2016) como Neal
- A Christmas Proposal (2008) como Rick.
- Days of Our Lives como Mark (1 episodio, 2008).
- Struck(2008) como Oficinista.
- Dear Me (2008) como Desmond
- Las Vegas como Jason (1 episodio, 2007).
- One on One como Renalto (1 episodio, 2006).
- Magma: Volcanic Disaster (2006) (TV) como C.J.
- The End of Suffering(2005) como Gui.
- The Rain Makers (2005) como Paulo.
- Dirty Love (2005) como Jake.
- Guy in Row Five (2005) como Chico Guapo.
- L.A. Twister  (2004) como Primer AD.
- NCIS como Jeb (1 episodio, 2003).
- Silent Warnings (2003) (V) como Stephen Fox.
- The Big Time (2002) (TV) como George.
- That's Life como Johnny MacClay (1 episodio, 2002).
- Red Zone (2001) como Billy Elliot.
- Undressed (1999) TV series as Alex /(unknown episodes).
- Trece días  (2000) como Teniente Bruce Wilhemy.
- Forbidden Island (1999) Serie de televisión como Sam (1999).
- Beverly Hills, 90210 como Tony (1 episodio, 1999).
- Made Men (1999) como Nick.
- Eating L.A. (1999) como Niño Topo.
- Melrose Place como Kent Damarr (1 episodio, 1998).
- Bella Mafia (1997) (TV) como Michael Giancamo.
- Sabrina, the Teenage Witch como Ramage (2 episodios, 1997).
- Air Force One (1997) como Joven Aviador.
- NYPD Blue como Carey (1 episodio, 1996).
- 7th Heaven como Hombre Joven (1 episodio, 1996).
- The Trigger Effect (1996) como Chico que Sostiene la Mano.